# John Larch
John Larch (nacido Harold Aronin; Salem, 4 de octubre de 1914-Woodland Hills, 16 de octubre de 2005), también acreditado como Harry Larch, fue un actor de radio, cine y televisión estadounidense.

## Primeros años y servicio militar
John Larch nació como Harold Aronin de padres judíos en Salem, Massachusetts, en 1914. Apodado «Harry» en la infancia, Larch era el menor de dos hijos de Mitchell Aronin y Rose Aronin (de soltera Larch), quienes emigraron a los Estados Unidos desde áreas de Polonia ocupadas por Rusia antes de 1908. Según los registros de nacimiento de Massachusetts y los registros del censo federal, Mitchell mantenía a su familia como cortador en fábricas de calzado. En 1920, los Aronin se habían mudado a la ciudad de Nueva York, donde Mitchell continuó trabajando como cortador de zapatos.
Larch sirvió cuatro años en el ejército de los Estados Unidos durante la Segunda Guerra Mundial, una experiencia que lo dejó preocupado durante años después de su baja. En una entrevista de 1965 con The Berkshire Eagle, un periódico de su estado natal, compartió sus puntos de vista sobre cómo el servicio militar lo había afectado personalmente, especialmente sus dificultades para reajustarse a la vida civil:
¿Cuál fue mi problema entonces? Sólo casi todo. Estaba buscando los cuatro años que había perdido en el servicio. También buscaba una rima o una razón a los asesinatos en masa que tuvieron lugar. Estaba buscando los ideales que alguna vez tuve. Estaba disgustado con el mundo, un mundo en el que los civiles actuaban como si no hubiera habido un holocausto mundial.

## Carrera

### Cine
Después de su papel principal en la serie de radio Captain Starr of Space durante la temporada de transmisión de 1953-1954, comenzó a actuar cada vez más en películas. Habitualmente fue elegido para la pantalla grande en wésterns (La conquista del Oeste, 1962) y en otras películas de acción fuera de ese género, entre ellas Miracle of the White Stallions como el general George S. Patton (1963), la película de televisión película Collision Course: Truman vs. MacArthur como el general Omar Bradley (1976), y reemplazando a James Gregory como Mac en la película de Matt Helm The Wrecking Crew (1969), protagonizada por Dean Martin, Sharon Tate y Elke Sommer. Larch también aparece en dos películas de Clint Eastwood de 1971, Harry el Sucio y Play Misty for Me.

### Televisión
Larch tuvo el papel del capitán Ben Foster en la serie Convoy de NBC (1965-1966). Fue estrella invitada en Jefferson Drum; Johnny Ringo; Riverboat; Naked City (tres episodios); Stoney Burke; Ruta 66 (tres episodios); El fugitivo (dos episodios); Los invasores; The Restless Gun (cuatro episodios); Gunsmoke (siete episodios); El virginiano (cuatro episodios, uno de los cuales fue en 1970 como el Sheriff en The Men From Shiloh, que fue el nombre con el que fue rebautizado ese año El virginiano); Bonanza ; El agente de CIPOL ; Hawaii Five-O; Misión imposible (dos episodios); The Troubleshooters; Bus Stop ; The Law and Mr. Jones ; Bat Masterson (primera temporada, episodio 30, que se emitió el 27 de mayo de 1959); The Rifleman ; el episodio final del drama legal de James Stewart, Hawkins ; The Feather & Father Gang ; The Millionaire ; tres episodios de The Twilight Zone: «Perchance to Dream», «Dust» y «It's a Good Life» en los que interpretó al padre de Bill Mumy con Mumy cuando era niño; Rawhide, en el episodio «Incident at Sugar Creek» (1962) como Sam Garrett; Vega$, en el episodio de la tercera temporada «Deadly Blessing»; Dinastía (siete episodios); y Dallas (siete episodios). También interpretó al cazador Sam en Daniel Boone en el episodio «Chief Mingo».

## Vida personal

### Matrimonio y apariciones actorales conjuntas con Vivi Janiss
Larch se casó con la actriz Vivi Janiss, exesposa del actor Bob Cummings. Larch y Janiss se casaron en Los Ángeles en marzo de 1955. Janiss murió en 1988. La pareja no tuvo hijos.
Durante sus largas carreras como actores, Larch y su esposa Janiss actuaron juntos periódicamente en televisión. Larch, por ejemplo, aparece junto a ella en el episodio de 1968 «Yesterday Died and Tomorrow Won't Be Born» del drama criminal semanal de CBS Hawaii Five-O protagonizado por Jack Lord. En series de televisión anteriores, aparecen en los papeles de Johnny y Elsie en el episodio de 1959 «End of an Era» de la serie wéstern de NBC Tales of Wells Fargo; como Isaiah y Rebecca Macabee en el episodio de 1960 «The Proud Earth» de la serie de antología de NBC Goodyear Theatre; como otra pareja casada, Ben y Sarah Harness, en el episodio de 1960 «The Cathy Eckhart Story» de Wagon Train de NBC; y como John y Mary Clark en «No Fat Cops», el episodio de estreno de 1961 de The New Breed protagonizado por Leslie Nielsen.

### Fallecimiento
Larch continuó residiendo en Los Ángeles, en Woodland Hills, hasta su muerte en 2005 a los 91 años. Está enterrado en una cripta mural en el cementerio Mount Sinai Memorial Park, en las cercana Hollywood Hills.

## Filmografía parcial
- Bitter Creek (1954) - Pistolero contratado.
- This Is My Love (1954) - Detective de policía (sin acreditar).
- Testimonio fatal (1955) - Primer detective (sin acreditar).
- Seven Angry Men (1955) - Sargento portador de bandera de tregua (sin acreditar).
- 5 Against the House (1955) - Detective de policía (sin acreditar).
- The Phenix City Story (1955) - Clem Wilson.
- Gunsmoke (1955, 1961) - Clay / Shanks
- The Naked Street (1955) - Sargento de policía (sin acreditar).
- The McConnell Story (1955) - Cy (sin acreditar).
- Illegal (1955) - Fiscal de distrito (sin acreditar).
- The Killer Is Loose (1956) - Otto Flanders.
- Behind the High Wall (1956) - William Kiley.
- Seven Men from Now (1956) - Payte Bodeen.
- Escrito sobre el viento (1956) - Roy Carter.
- Man from Del Rio (1956) - Bill Dawson.
- Gun for a Coward (1957) - Stringer.
- The Careless Years (1957) - Sam Vernon.
- Quantez (1957) - Heller.
- Man in the Shadow (1957) - Ed Yates.
- From Hell to Texas (1958) - Hal Carmody.
- The Restless Gun (1958) - como el sheriff Ryker en el episodio «Hornitas Town», como Red Eye Kirk en «The Crisis in Easter Creek», y como el sheriff en «Thunder Valley»
- The Saga of Hemp Brown (1958) - Jed Givens.
- The Walter Winchell File (1958, «Portrait of a Cop») - Tte. Janiss
- Hell to Eternity (1960) - Capitán Schwabe.
- Alfred Hitchcock presenta (1962) (Temporada 7, Episodio 15: «The Door Without a Key») - Sargento Shaw
- La conquista del Oeste (1962) - Grimes (sin acreditar).
- Miracle of the White Stallions (1963) - General George S. Patton Jr.
- The Wrecking Crew (1969) - MacDonald.
- The Great Bank Robbery (1969) - Sheriff de Friendly.
- Hail, Hero! (1969) - Sr. Conklin.
- Move (1970) - Patrullero montado.
- Cannon for Cordoba (1970) - Warner.
- Play Misty for Me (1971) - Sargento McCallum.
- Harry el Sucio (1971) - Jefe de policía.
- Women in Chains (1972) - Barney.
- Santee (1973) - Estandarte.
- Winter Kill (1974, película para televisión) - Dr. Bill Hammond.
- Bad Ronald (1974, película para televisión) - Sargento Lynch.
- Framed (1975) - Bundy
- The Amityville Horror (1979) - Padre Nuncio
- Airplane II: The Sequel (1982) - Fiscal